# Parafia Trójcy Świętej w Helmetta
Parafia Trójcy Świętej w Helmetta (ang. Holy Trinity Parish) – parafia rzymskokatolicka położona w Helmetta, w stanie New Jersey w Stanach Zjednoczonych.
Jest ona wieloetniczną parafią w diecezji Metuchen, z mszą św. w j. polskim dla polskich imigrantów.
Ustanowiona w 1911 roku i dedykowana Trójcy Świętej.

## Nabożeństwa w j.polskim
- Niedziela – 10:00